# Благинин, Андрей Александрович
Андрей Александрович Благинин (род. 1960, Челябинск) — российский учёный-медик, специалист по авиационной и космической медицине. Доктор медицинских и психологических наук, профессор, полковник медицинской службы (1999). Заведующий кафедрой Военно-медицинской академии им. С. М. Кирова, профессор Ленинградского государственного областного университета им. А. С. Пушкина (с 2003), Нижневартовского государственного университета, Института физиологии имени И.П. Павлова РАН. Заслуженный деятель науки Российской Федерации (2017).

## Биография[2][3]
Окончил ВМедА им. С. М. Кирова (1983), врач авиационной медицины. Служил начальником медицинской службы авиационной части Дальневосточного военного округа. С 1987 года вновь во ВМедА, адъюнкт, после окончания в 1990 году адъюнктуры и защиты кандидатской диссертации находится в альма-матер на различных должностях: младшим научным сотрудником на кафедре нормальной физиологии, затем на кафедре авиационной и космической медицины, её преподаватель (с 1992), доцент (с 1998), профессор (с 2000), заместитель начальника кафедры (с 2001), с 2010 года заведующий кафедрой авиационной и космической медицины ВМедА, состоит членом ученого совета академии, а также членом двух диссертационных советов — при Военно-медицинской академии имени С. М. Кирова (Д 215.002.03) и Ленинградском государственном университете имени А. С. Пушкина (Д 800.009.02). Защитил докторские диссертации «Физиологическое обоснование системы повышения профессиональной работоспособности специалистов управления космическими аппаратами» (1997) и «Психофизиологическое обеспечение надежности профессиональной деятельности операторов сложных эргатических систем» (2005). Под его началом защищены докторская и 14 кандидатских диссертаций по психологическим и медицинским наукам. Член консультативного совета по авиационной медицине МАК (Межгосударственный авиационный комитет). Входил в оргкомитет конференции Медико-биологическое обеспечение подготовки и осуществления полета в космос первого человека Земли Ю. А. Гагарина, посвященной 50-летию со дня полета первого человека в космос.
Вице-президент Ассоциации авиационно-космической, морской, экстремальной и экологической медицины России. Действительный член Российской академии космонавтики имени К. Э. Циолковского (2005).
Действительный член Балтийской педагогической академии (1998). Лауреат Всероссийского конкурса на лучшую научную книгу среди преподавателей высших учебных заведений (2006).
Член редакционного совета журнала «Авиакосмическая и экологическая медицина», редакционной коллегии International Journal of Medicine and Psychology.

## Награды
- Благодарность Президента Российской Федерации
- лауреат Всероссийского конкурса на лучшую научную книгу среди преподавателей высших учебных заведений (2006)
- лауреат премии «Светлое прошлое» (2022)
- 14 медалей, в т. ч. «За отличие в военной службе» I, II и III степени; за вклад в развитие фундаментальной медицины — медалью Н.Н. Аничкова[3][5].

## Научные труды[3]
Автор свыше 280 научных трудов, в том числе:
- Медико-психологическая коррекция и реабилитация специалистов силовых структур : монография / В. В. Юсупов, А. А. Благинин, И. И. Дорофеев [и др.]. – 2-е издание, с изменениями. – Санкт-Петербург : Военно-медицинская академия, 2024. – 200 с.
- Статистические методы в психологии: учебное пособие / А.А. Благинин, И.Б. Гайворонская, Е.Д. Любимова. СПб: ЛГУ, 2022.
- Музыкальное кондиционирование в психологическом сопровождении профессиональной деятельности операторов: монография / Благинин А.А., Смольянинова С.В. СПб, 2020.
- Коррекция функциональных расстройств вегетативной нервной системы у операторов авиакосмического профиля деятельности / Благинин А.А., Жильцова И.И., Благинина Е.А. СПб, 2017.
- Исследование личности в психологии и физиологии / Благинин А.А., Бар Н.С., Котов О.В. СПб, 2016.
- Методика преподавания учебной дисциплины «Авиационная и космическая медицина» в системе послевузовского и дополнительного образования: учебное пособие / Благинин А.А., Лизогуб И.Н., Попов В.И., Лобачев И.В., Анненков О.А. СПб, 2015.
- Перспективы автоматизированной оценки функционального состояния военнослужащих / А.А. Благинин, В.П. Ганапольский, А.Ю. Гончаренко, Ю.А. Емельянов, И.И. Жильцова, С.Н. Синельников, В.В. Юсупов // Военно-медицинский журнал. – 2015. – Т. 336. – № 8. – С. 46-50.
- Пограничные функциональные состояния организма операторов и методы их коррекции / Благинин А.А., Калтыгин М.В., Жильцова И.И. СПб, 2014.
- Вопросы профессиональной патологии, авиационной и космической медицины в практике военного труда / А.А. Благинин, С.М.  Кузнецов, А.М. Шелепов, И.И. Жильцова, О.А. Анненков // Теоретический и научно-практический «Военно-медицинский журнал». – 2014. – Т. 335. – №6.– С. 92-94.
- Личностные детерминанты успешности деятельности операторов в условиях шума / А.А. Благинин, С.Н. Синельников, Т.Н. Черевкова, А.И. Сиверцева // Вестник Ленинградского государственного университета им. А.С. Пушкина. – 2014. – Т. 5. – № 2. – С. 5-12.
- Психофизиологические особенности профессиональной деятельности операторов беспилотных летательных аппаратов / А.А. Благинин, И.Н. Лизогуб // Военно-теоретический журнал «Военная мысль». – 2014. – № 8. – С. 57-62.
- Психологические основы обеспечения деятельности военных операторов в особых условиях Благинин А.А. и др. СПб, 2013.
- Особенности реадаптации военнослужащих из районов Крайнего Севера к климатогеографическим условиям средних широт / А.А. Благинин, Ю.Ю. Саввин, Е.Д. Пятибрат // Научно-практический журнал «Вестник Российской военно-медицинской академии». – 2013. – № 2 (42). – С. 88-90.
- Психофизиологические особенности курсантов-лётчиков высокоманевренной и транспортной авиации / Благинин А.А., Апчел В.Я., Булка А.П., Крачко Э.А., Дергачёв В.Б. // Научно-практический журнал «Вестник Российской военно-медицинской академии». – 2012. – №3 (39). – С. 151-153.
- Влияние индивидуальных психологических особенностей операторов на изменение функционального состояния при действии авиационного шума / А.А. Благинин, М.В. Калтыгин, С.Н. Синельников, В.Б. Дергачев // Научно-практический журнал «Вестник  Российской военно-медицинской академии». – 2011. – № 4 (36). – С. 97-100.
- Направления совершенствования психофизиологического обеспечения профессиональной деятельности специалистов управления космическими аппаратами / А.Б. Белевитин, В.Н. Цыган, А.А. Благинин, О.В. Котов, В.Ю. Таяновский // Теоретический и научно-практический «Военно-медицинский журнал». – 2010. – № 5. – Т. 331. – С. 4-7.
- Ранние признаки нарушения школьной адаптации: коллективная монография / А.А. Благинин, М.И. Смирнова, И.П. Истомина, А.В. Лисин. – Нижневартовск: Изд-во Нижневарт. гуманит. ун-та, 2010. – 115 с.
- Способы оптимизации функционального состояния и работоспособности человека в экстремальных и субэкстремальных условиях: учебно-методическое пособие / Благинин А.А., Торчило В.В. СПб, 2009.
- Пограничные функциональные состояния операторов в системах «человек – техника: монография / А.А. Благинин, В.Л. Ситников. СПб: ПГУПС, 2009. – 35 с.
- Рейтинговое планирование и контроль деятельности преподавателя как фактор оптимизации механизмов дифференцированной оплаты труда: научное издание / Благинин А.А., Снегирева Т.В., Истомина И.П., Гончарова Е.В., Махутов Б.Н. Нижневартовск: изд-во НГГУ, 2007. – 78 с.
- Надежность профессиональной деятельности операторов сложных эргатических систем: монография / А.А. Благинин. СПб: ЛГУ им. А.С.Пушкина, 2006. – 144 с.
- Математические методы в психологии и педагогике: учебное пособие / Благинин А.А., Торчило В.В. СПб, 2006.
- Патофизиология. Руководство для слушателей и врачей военно-медицинской академии и военно-медицинских институтов / Благинин А.А. и др. СПб, 2005.
- Физиология летного труда: учебник / Новиков В.С., Голянич В.М., Благинин А.А., Ушаков И.Б., Лустин И.С., Бондарев Э.В. СПб, 1997.
- Руководство к практическим занятиям по физиологии летного труда: методическое пособие / Буйнов Л.Г., Лустин Л.И., Благинин А.А., Войтенко А.М., Горанчук В.В. СПб, 1996.